# Repeat: The Best of Jethro Tull - Vol. II
Repeat: The Best of Jethro Tull - Vol. II is een verzamelalbum van de Britse progressieve-rockband Jethro Tull, uitgebracht in 1977.

## Geschiedenis
Het is het tweede deel van de twee-eenheid naast M.U. - The Best of Jethro Tull (vandaar Vol. II). De albumhoezen zijn ook in dezelfde stijl gemaakt. Dit album is er gekomen omdat één verzamelalbum eigenlijk niet genoeg ruimte bood voor alle grote hits van de band, en daarom werd besloten een tweede deel uit te brengen. Daarnaast waren er weer twee nieuwe studioalbums uit die hits hebben voortgebracht, en ook hebben de goede verkoopcijfers van M.U. hun bijdrage geleverd aan de beslissing.
Ook dit album bevat één nummer dat niet eerder was verschenen, Glory Row.
Tegenwoordig is het album uit productie. Het is niet bekend of er zoals bij M.U. een digitaal geremasterde versie gaat komen.

## Nummers
1. Minstel in the Gallery
2. Cross-Eyed Mary
3. A New Day Yesterday
4. Bourée
5. Thick as a Brick Edit #4
6. War Child
7. A Passion Play Edit #9
8. To Cry You a Song
9. Too Old to Rock 'n' Roll: Too Young to Die!
10. Glory Row